# 迭戈·罗梅罗
迭戈·罗梅罗（西班牙語：Diego Romero，1974年12月5日—），阿根廷、意大利男子帆船运动员。他曾代表阿根廷、意大利参加2000年、2004年和2008年夏季奥林匹克运动会帆船比赛，其中2008年奥运会获得一枚铜牌。